# Maguette Mbaye
Pour les articles homonymes, voir Mbaye.
Maguette Mbaye, née le 1er mai 1993, est une karatéka sénégalaise.

## Palmarès
| Année | Compétition                           | Lieu     | Résultat | Catégorie          |
| ----- | ------------------------------------- | -------- | -------- | ------------------ |
| 2014  | Championnats d'Afrique de karaté 2014 | Dakar    | 2e       | Kumite -50 kg      |
| 2017  | Championnats d'Afrique de karaté 2017 | Yaoundé  | 3e       | Kumite -50 kg      |
| 2018  | Championnats d'Afrique de karaté 2018 | Kigali   | 2e       | Kumite par équipes |
| 2019  | Championnats d'Afrique de karaté 2019 | Gaborone | 1re      | Kumite par équipes |
| 2019  | Jeux africains de 2019                | Rabat    | 3e       | Kumite par équipes |
| 2020  | Championnats d'Afrique de karaté 2020 | Tanger   | 3e       | Kumite -50 kg      |
| 2020  | Championnats d'Afrique de karaté 2020 | Tanger   | 1re      | Kumite par équipes |
| 2021  | Championnats d'Afrique de karaté 2021 | Le Caire | 3e       | Kumite par équipes |